# Fredi Breunig

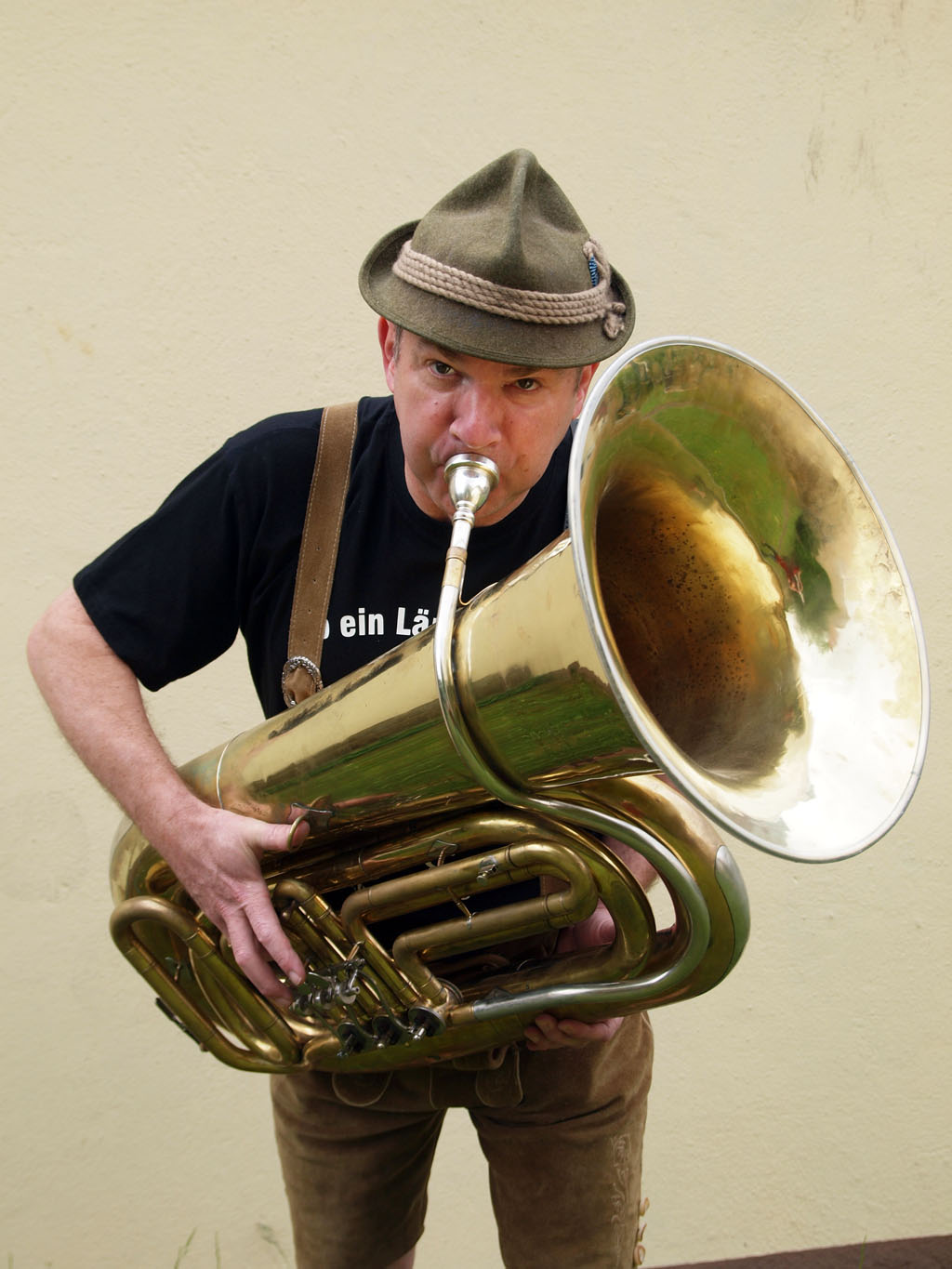
Fredi Breunig (2012) mit Tuba

Alfred „Fredi“ Breunig (* 5. Juni 1959 in Königshofen, Landkreis Rhön-Grabfeld) ist ein deutscher Kabarettist, Glossist und Mundart-Autor. Er ist Preisträger des Frankenwürfels 2013, Träger des Dialektpreises Bayern 2023 und Träger des Bayerischen Verdienstordens.

## Leben
Fredi Breunig wuchs gemeinsam mit zwei Schwestern in Großeibstadt auf. Er besuchte die Staatliche Realschule in Bad Königshofen im Grabfeld und erlernte den Beruf des Physiklaboranten. Im Rahmen der betrieblichen Praxis bildete er sich zum Qualitätsmanager und -auditor weiter und war zuletzt als Bereichsleiter Technischer Kundenservice bei einer Firma angestellt, die Arzneimittelverpackungen aus Glas herstellt. Seit dem 1. September 2023 befindet er sich im Ruhestand.
Fredi Breunig ist verheiratet und hat zwei Kinder. Seit 1996 lebt er mit seiner Familie in Salz.

## Kabarett und Mundart
Nebenberuflich startete Fredi Breunig bereits Anfang der 1980er Jahre seine Karriere als Kabarettist. Erste Bühnenerfahrungen sammelte er bei Auftritten in Großeibstadt als Mitglied der dortigen Theatergruppe sowie den „Abschter Fosenöchtern“, einem fränkischen Faschingsverein.
Zusammen mit seinem Bühnenkollegen Martin Wachenbrönner als „Gotthold“ und ihm selbst als „Eustach“ absolvierte er weit mehr als 600 Faschingsauftritte in ganz Unterfranken und darüber hinaus.
Landesweite Bekanntheit erlangte Breunig durch seine Auftritte bei der TV-Sendung Fastnacht in Franken im Jahr 2010 (zusammen mit Martin Wachenbrönner) und zuletzt 2016. Diese quotenstärkste Sendung aller dritten Programme wird alljährlich vom Bayerischen Fernsehen als Live-Sendung ausgestrahlt.
Seit 2006 war er auch wiederholt Gast bei der „Närrischen Weinprobe“, die vom Bayerischen Fernsehen jeweils in Zusammenarbeit mit dem Fastnacht-Verband Franken e.V. im Staatlichen Hofkeller zu Würzburg aufgezeichnet und ausgestrahlt wird.
Daneben wurde er 2013 auch zu „Franken sucht den Supernarr“ und weiteren TV-Auftritten eingeladen.
Als Solokabarettist machte sich Breunig ab 2006 einen Namen in der Kabarettszene.
2011 startete er mit seinem Soloprogramm „Döff doss doss?“
Zwischenzeitlich gab es dann ein zweites Programm mit dem Titel „Wallich nedd!“
Breunig war damit seit 2013 unterwegs. Seitdem spielt er zu verschiedenen Anlässen und Einladungen jeweils aktualisierte Solo-Programme ohne bestimmten Namen.
Seit Oktober 2007 schreibt Fredi Breunig für die Main-Post eine vierzehntäglich erscheinende Glosse mit dem Titel „Gotthold & Eustach“. Breunig betrachtet darin das Zeitgeschehen und beleuchtet in typisch ost-unterfränkischer Mundart Dinge und Ereignisse, die ihm auffallen.
Ebenfalls seit 2007 schlüpft Fredi Breunig in der Fastenzeit jeweils in Burglauer in die Rolle des Fastenpredigers „Bruder Elisäus“ und unterhält so in der Rudi-Erhard-Halle fast 600 Gäste beim „Fränkischen Politiker-Derbläggn“ nach dem Vorbild der bekannten Veranstaltung in München auf dem Nockherberg.
Eine feste Institution sind auch die kabarettistischen Frühschoppen, die Fredi Breunig zweimal im Jahr in Wargolshausen sowie im benachbarten südthüringischen Milz (Römhild) anbietet.
Bei diesen Frühschoppen tritt jeweils gegen Ende der Veranstaltung ein prominenter Star- und Überraschungsgast auf, mit dem Breunig ein lockeres Gespräch auf der Bühne führt – zuletzt waren das beispielsweise Bischof Franz Jung und der Kabarettist Oti Schmelzer.
Im Jahr 2013 moderierte Fredi Breunig in Bad Neustadt a. d. Saale im Rahmen des „Neuschter Sommerfestivals“ den „1. Neuschter Mundart Grooh Brie“. Nach dem Vorbild des Eurovision Song Contest wurde mit der Gruppe „Spilk“ dabei der Premierensieger dieses lustigen Mundart-Wettbewerbs gekürt.
In unregelmäßigen Abständen nimmt Fredi Breunig als Akteur an sogenannten „Mundart-Rallyes“ teil. Dabei reisen vier Mundart-Kabarettisten reihum zu vier Veranstaltungsorten. Das Publikum kann jeweils sitzenbleiben und bekommt so an einem Abend im Stundenrhythmus vier Akteure mit unterschiedlichen Beiträgen geboten.
Nach wie vor ist Fredi Breunig auch aktives Mitglied der Theatergruppe Großeibstadt. Fast immer übernimmt er dabei eine Hauptrolle und steht so seit 30 Jahren von Mitte Oktober bis Mitte November auf der Bühne.

## Ehrungen
- Fredi Breunig wurde im November 2013 mit dem „Frankenwürfel“ der drei fränkischen Regierungspräsidenten ausgezeichnet.[18]
- Am 8. Januar 2023 wurde ihm in Wargolshausen „als Zeichen ehrender und dankbarer Anerkennung für hervorragende Verdienste um den Freistaat Bayern und das bayerische Volk“ durch den Ministerpräsidenten Markus Söder der Bayerische Verdienstorden verliehen.[19]
- Im Juli 2023 wurde Breunig mit dem Bayerischen Dialektpreis durch Heimatminister Albert Füracker ausgezeichnet.[20]